# ادگار کیسی
اِدْگار کِیسی (به انگلیسی: Edgar Cayce) (۱۸ مارس ۱۸۷۷ – ۳ ژانویه ۱۹۴۵)، یک آمریکایی مشهور بود که توانایی‌های ذهنی داشته است. او مدعی بود وقتی که به حالت خلسه (هیپنوتیزم کردن خود) فرومی‌رود، توانایی دستیابی به جواب سؤال‌هایی با موضوعاتی مانند سلامتی یا آتلانتیس را دارد. به خاطر اینکه او کارهای ذهنی خود را در حالت نیم‌خواب انجام می‌داده است وی را «پیامبر خفته» و «بزرگ‌ترین عارف آمریکایی» نیز خوانده‌اند. او یک مدیوم (واسطهٔ روحی) بوده است، با این حال او می‌خواست که مردم او را یک شفادهنده بدانند نه یک مدیوم.

## روش‌ها
کیسی در یک حالت نشئگی کار می‌کرد. این بدان معناست که او می‌توانست در حال خواب صحبت کند و به سؤال‌های اشخاص در مورد سلامتی، حال و آینده پاسخ دهد. این اطلاعات «خوانش» نامیده شد. در ابتدا این خوانش‌ها دربارهٔ سلامت جسمانی افراد بود (خوانش‌های جسمانی)؛ بعداً این خوانش‌ها راجع به «زندگی‌های گذشته»، «رایزنی‌های تجاری»، «تعبیر خواب»، و همچنین «سلامتی روحی روانی» بود. انجمن تحقیق و روشن فکری (ARE) به‌طور متداول مراقبت از تمام خوانش‌های او را بر عهده می‌گیرد و با بیماران پیش و پس از تشخیص درمان توسط خوانش تماس می‌گیرد. خوانش‌ها بر فکر عصر جدید اثر گذاشته‌اند.

## تاریخ زندگی

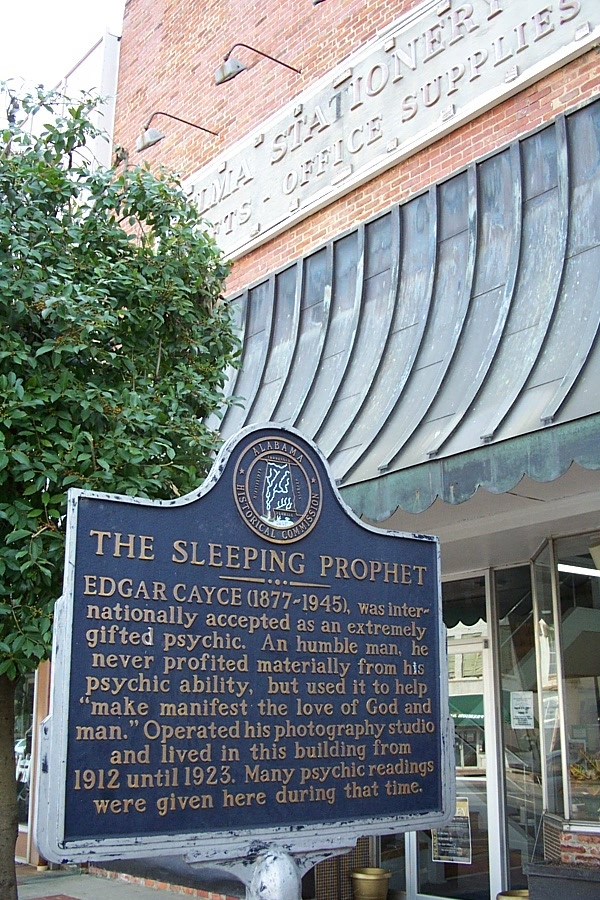
نشانگر تاریخی ادگار کیسی در مرکز شهر سلما، آلاباما. نشانگر که توسط کمیسیون تاریخی آلاباما قرار داده شده است، نوشته: ادگار کیسی (۱۸۷۷–۱۹۴۵) در سطح بین‌المللی به‌عنوان یک روان‌شناس بسیار با استعداد پذیرفته شد. او که مردی متواضع بود، هرگز از توانایی روانی خود سود نبرد، بلکه از آن برای کمک به «تجلی عشق خدا و انسان» استفاده کرد. استودیوی عکاسی خود را اداره کرد و از سال ۱۹۱۲ تا ۱۹۲۳ در این ساختمان زندگی کرد.

ادگار کیسی در ۱۸ مارس ۱۸۷۷ نزدیک هاپکینزویل، کنتاکی متولد شد. وقتی او ۱۰ ساله بود انجیل را بارها و بارها می‌خواند. او می‌خواست به مردم دربارهٔ خدا بگوید و آن‌ها را شفا بدهد.

### اولین شغل‌ها
او در دسامبر ۱۸۹۳ به هابکینزویل رفت. اولین شغل او در بین سال‌های ۱۸۹۸ – ۱۸۹۴ در «انبار کالاهای خشک ریچارد» بود؛ سپس در «کتابفروشی هوپر» کار کرد؛ که هر دو در خیابان اصلی بودند. سپس او در سال ۱۹۰۳ با گرترود ایوانس (Gertrude Evans) ازدواج کرد.

### تجارت
در سال ۱۹۰۰ او با پدرش به تجارت و فروش حق بیمه روی آورد. اما او در ۱۸ آوریل دچار بیماری سخت التهاب حنجره می‌شود و او به هیچ عنوان نمی‌توانست حرف بزند. او مجبور بود حدود یک سال در خانه با پدر و مادرش بماند. او یک عکاس شد زیرا عکاسی نیازی به صحبت کردن نداشت. او به عنوان یک دستیار در کارگاه عکاسی دابلیو. آر بولز (photography studio of W. R. Bowles) در نبش خیابان نهم و خیابان ویرجینیا در هاپکینزویل مشغول به کار شد. 

## اولین کار هیپنوتیزور
در سال ۱۹۰۱ یک شخص هیپنوتیزور و سرگرم کنندهٔ مردم به نام هارت (Hart) در حال انجام کارهای سرگرم‌کننده در نمایش‌خانهٔ هاپکینزویل بود. او شنید که کیسی بیمار بود و از کیسی پرسید که آیا او می‌تواند برای شفا یافتن تلاش کند؟ کیسی گفت: بلی و هارت برای شفا دادن کیسی در حضور یک تماشاگر تلاش کرد. کیسی در حال ازخود بیخودی ناشی از هیپنوتیزم توانست صحبت کند اما وقتی او بیدار شد نتوانست صحبت کند. هارت کیسی را آنقدر هیپنوتیزم کرد که صدایش بعد از خواب نیز عادی بماند، اما صدای کیسی عادی نشد.

## هیپنوتیزم عمیق
هارت مجبور بود برود اما یک هیپنوتیزور دیگر به نام آل لین (Al Layne)، کمک کردن به کیسی را برای داشتن یک صدای خوب ادامه داد. لین از کیسی هنگامی که در یک خواب هیپنوتیزم است، می‌خواهد که ذات و ماهیت حالتش را توضیح دهد و شفا یابد. کیسی خودش بیماری مزمنش را به جز یک بار از «من» استفاده کرد از نگاه اول شخص جمع (یعنی «ما») شرح داد. در خوانش‌های بعدی او به‌طور معمول با عبارت «ما یک بدن داریم» شروع می‌کرد. بر طبق خوانش نقصان صدایش به خواب روانشناسانهٔ هیپنوتیزم بستگی داشت و می‌توانست با افزایش گردش خون در محفظهٔ صدا اصلاح شود. لین پیشنهاد کرد که گردش خون افزایش یافته است و ناگهان صورت کیسی به‌طور ناگهانی و به واسطهٔ افزایش گردش خون صورت کیسی قرمز شد و قفسهٔ سینهٔ او نیز به قرمز روشن تغییر رنگ داد. بعد از بیست دقیقه کیسی هنوز در خواب بود گفت که درمان انجام شد. وقتی او بیدار شد صدایش به حال عادی مانده بود. او بعداً باز هم مریض شد، اما دوباره از طریق لین و به همان روش قبلی که شفا یافته بود، به‌طور کامل درمان شد.

## شهرت

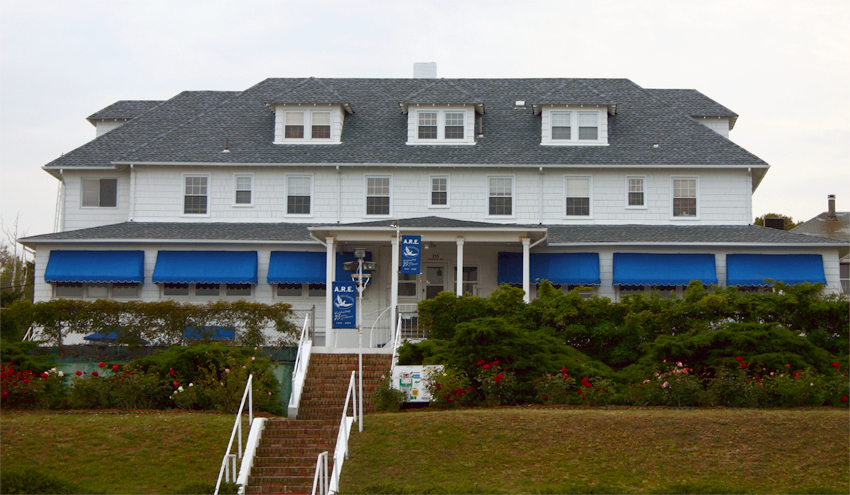
بیمارستان کیسی ۲۰۰۶

کار کیسی با رشد کردن شهرتش رشد کرد. او مخالف عطا کردن داوطلبانه بود و این کار را برای حمایت از خود و خانواده‌اش انجام می‌داد آنقدر که او می‌توانست تمام وقت کار کند. او به کار کردن در یک وضعیت مسلم خواب با یک هیپنوتیزور، در تمام زندگی‌اش ادامه داد. همسر و پسر بزرگش بعداً جای لین را در این قضیه بر عهده گرفتند. یک منشی به نام گلیدیز دیوایس (Gladys Davis) در حالیکه کیسی خواب بود از خوانش‌هایش یادداشت‌برداری می‌کرد. طبق گزارش‌ها کیسی یک بار در زندگی با خانم دیوایس عشقبازی داشت.
در سال ۱۹۲۹ بیمارستان کیسی توسط یک ثروتمند ذی‌نفع از خوانش‌های ذهنی، مورتون بلومنتال (Morton Blumenthal) در شهر ویرجینیا بیچ تأسیس و حمایت مالی شد. کیسی در سال ۱۹۲۶ بواسطهٔ یک مقاله مهم در کورونت (Coronet) مشهور شد. او خوانش‌هایش را به ۸ بار در روز افزایش داد و تلاش کرد باز هم این رقم را افزایش دهد؛ اما این کار توان زیادی از سلامتی او را گرفت.

## مشکلات
خوانش‌های ذهنی یک آسیب را بر سلامتی کیسی ایجاد کرد و او عدم موفقیتش را برای دادن یک خوانش واضح، به کار کردن زیر یک فشار خیلی زیاد نسبت داد. او در برگرداندن پول مشتری‌های ناراضی وسواسی عمل می‌کرد.
ادگار کیسی در ۳ ژانویه ۱۹۴۵، بعد از پیشگویی مرگش در چهار روز قبل، مرد.

## خوانش‌ها
ادگار کیسی به خاطر هزاران خوانشی که او در حال هیپنوتیزم شده داد، مشهور است. او بیش از ۱۴۰۰۰ خوانش در ۴۳ سال داد. گلیدز دیوایس، منشی او، خوانش‌هایش را می‌نوشت و گرترود ایوانز کیسی، همسر وی، او را در طول خواب راهنمایی می‌کرد.

### خوانش‌های جسمانی
خوانش‌های جسمانی: ۹۶۰۳ خوانش

در آغاز خوانش‌هایش «خوانش‌های جسمانی» (خوانش‌های سلامت) شناخته شدند. کیسی اغلب بدن (body) را اندامگان (organism) می‌نامید. کیسی خود را تحت «تلقین به نفس» قرار می‌داد. در حالیکه به نظر می‌رسید او خوابیده است، می‌گفت که شخص کجا بود، گاهی وقت‌ها خیابان‌ها را در طول مسیر نام می‌برد. سپس او می‌گفت «بله، ما بدن را می‌بینیم.»، و اندام مشتری را به‌طور گردشوار، و سیستم عصبی را در صورتی که دلایلی برای بیماری یا بد عمل کردن آن باشد، شرح می‌داد. یک پیغام که به مشتری داده می‌شد به او می‌گفت که چطور حالش بهتر شود. خوانش‌ها خیلی تخصصی بودند و اگر شخص از اندرزها پیروی نمی‌کرد، معالجات اغلب تغییر می‌کردند یا حتی دریافت نمی‌شدند. مردم اغلب خوانش‌های سلامتی کیسی را پیگیری می‌کردند. وقتی انجمن پزشکی تأسیس شد توانست بفهمد که هیچ چیز اشتباه به یک مشتری داده نشده است.

### خوانش‌های زندگی
خوانش‌های زندگی: ۱۹۲۰ خوانش

در یک خوانش زندگی، کیسی «زندگی‌های گذشته» فرض شدهٔ یک مشتری را شرح می‌داد. این خوانش‌ها شرایط جسمی، احساسی و روحی مشتری را در دوره‌های تجارب زندگی گذشتهٔ او شرح می‌داد. کیسی در شرح دادن گذشته در موارد بالا با مشتریانش مانند افراد خانوادهٔ سلطنتی، افراد مشهور یا افراد روحانی، چاپلوس نبود.

### خوانش‌های تجاری
خوانش‌های تجاری: ۷۴۷ خوانش

کیسی برای مردمی که تشخیص می‌داد فقیر هستند، خوانش‌های تجاری، شامل رایزنی شرکای تجاری، ذخیرهٔ انبار فروشگاه، طرح‌های تجاری و غیره را ارائه می‌داد. کیسی همچنین انجمن تحقیق و روشن فکری (A.R.E.) را تشکیل داد و رهبری کرد.

### خوانش‌های رؤیاها
خوانش‌های رؤیاها: ۶۳۰ خوانش

ادگار کیسی هر کسی را به تعبیر خواب و استفاده از رؤیاها در هر روز زندگی تشویق می‌کرد. یک خوانش رؤیا کیسی را مشغول تعبیر خواب مشتری‌ها می‌کرد. در حالیکه او خوانش روی موضوعات زیادی را انجام می‌داد؛ کیسی اغلب حرف مشتری را در یک خوانش رؤیا قطع می‌کرد و یک تعبیر را قبل از اینکه خواب به‌طور کامل تعریف شده باشد، ارائه می‌داد. بعضی وقت‌ها او بخش‌هایی از رؤیاهای مشتری را که مشتری به‌طور فرضی فراموش کرده بود، پر می‌کرد. بر خلاف تعبیر خواب یونگ و فروید، کیسی به اعتبار نشانه‌ها اهمیت نمی‌داد. او می‌گفت هر کس نشانه‌های منحصر به فرد خود را دارد. کیسی ادعا می‌کرد که در رؤیاهای مردم می‌توانست درون‌بینی با ارزشی از زندگی خودشان را دریافت کند و این درون‌بینی‌ها همیشه برای کسی که خواب را دیده مفید خواهد بود. بعلاوه او ادعا می‌کرد که درون‌بینی روزانهٔ هر شخص می‌تواند با عشق به افراد مرده یا زنده، بخاطر آوردن تجارب گذشته، دیدن یک آیندهٔ ممکن و تجربه کردن بسیاری از دیگر آثار مادی مرتبط باشد. او اظهار می‌داشت که این تأثیر توانایی‌ها چیزی بودند که هر کسی می‌توانست یاد بگیرد.

### خوانش‌های روحی روانی
خوانش‌های روحی روانی: ۴۵۰ خوانش

وقتی که کیسی در حالت فرضی خلسه‌اش نبود، این خوانش‌ها، خوانش‌های مورد علاقهٔ او بودند. آن‌ها بر این تمرکز داشتند که شخص بتواند از نظر روحی روانی زندگی بهتری داشته باشد.

### دیگر خوانش‌ها
دیگر خوانش‌ها: ۹۵۴ خوانش

دیگر خوانش‌ها موضوعات گوناگون مهم دیگری هستند که مناسب با دسته‌هایی که در بالا نام برده شد نبودند. موضوع مهم، گوناگون بودند و شامل اشخاص گم شده، گنج‌های مدفون، خوانش‌های داده شده برای یک انجمن رو به رشد معنوی، توانایی‌های جسمی، هاله‌های نورانی، پیشگویی، ساختار حقیقت، زمین‌شناسی و خیلی مباحث دیگر می‌شدند.

## تأثیرگذاری
برای بسیاری افراد، خوانش‌ها دارای یک تأثیر قوی بر رفتار، باورها، تمرین‌های سلامتی، دیدگاه به زندگی، امور مربوط به ایمان و اعتقادات و خیلی حوزه‌های دیگر بود.

## توانایی‌های ادعا شده
توانایی‌هایی که برای کیسی ادعا شده‌اند شامل موارد زیر است:
- تشخیص دادن بیماری مردم و شفا دادن آن با فاصلهٔ مکانی
- تشخیص دادن پروژه‌های خیالی
- پیشگویی کردن
- ارتباط برقرار کردن با یک مرده
- دادن رژیم‌های غذایی شفا دهنده
- دسترسی داشتن به سوابق آکاشیک یا کتاب زندگی جهان
- دیدن هاله‌های نورانی

کیسی خود ادعا نمی‌کرد که بتواند تمام این کارها را انجام دهد.

## حرف آخر
بسیاری از خوانش‌های کیسی به‌طور عادی از تکرار سیر حرکت عصر جدید خبر می‌دادند. در سال ۱۹۳۱ ادگار کیسی انجمن تحقیق و روشن فکری (A.R.E.) را بنیان نهاد. ساختمان مرکزی (A.R.E.) در شهر ویرجینیا بیچ ایالت ویرجینیا واقع است. امروزه مراکز ادگار کیسی در ۱۸ کشور دیگر، در سراسر جهان وجود دارند.